# Кведа-Зегани
Кведа-Зегани (груз. ქვედა ზეგანი) — село в Грузии, в муниципалитете Багдати в крае Имеретия.

## География
Кведа-Зегани расположена в долине реки Сакраула (правый приток Ханисскали). Высота над уровнем моря — 310 метров. Находится в 7 километрах от Багдати. Входит в общину Зегани (сёла: Зеда-Зегани, Ципа).

## Население
По данным на 2014 год в селе проживало 258 человек.

### Демография
| Год переписи | Население | Мужчины | Женщины |
| ------------ | --------- | ------- | ------- |
| 2002         | 584       | 291     | 213     |
| 2014         | 258       | 138     | 120     |